# Monica C. Lozano
Monica Cecilia Lozano (Los Angeles, 21 de julho de 1956) é uma americana, presidente da College Futures Foundation, com sede em São Francisco. Anteriormente, ela foi editora de jornal, produtora editorial e diretora executiva da La Opinión e de sua empresa-mãe, ImpreMedia, LLC. Com sede em Los Angeles, La Opinión é a maior publicação espanhola nos Estados Unidos. Ela foi membro do Conselho Consultivo de Recuperação Econômica do presidente Obama. Ela foi nomeada pela Assembleia Legislativa do Estado da Califórnia para se juntar à Comissão do Governador Arnold Schwarzenegger sobre a economia do Século XXI.

## Primeiros anos e educação
Nascida em Los Angeles, Lozano foi criada com seus irmãos em Newport Beach, Condado de Orange, na Califórnia. Seu pai, Ignacio E. Lozano Jr., era diplomata. Seu avô paterno, Ignacio E. Lozano, Sr., um jornalista mexicano, nasceu na fronteira do México e do Texas. Em 1913, fundou La Prensa em San Antonio, que se tornou a maior publicação diária espanhola nos Estados Unidos. La Prensa vendeu cópias nas cidades de Nova Iorque, Chicago e em Los Angeles. Em 1926, com muita ajuda de sua esposa, o avô de Lozano fundou La Opinión em Los Angeles, onde La Prensa tinha um público particularmente grande.
Embora Lozano tivesse estudado literatura por cerca de três anos na Universidade da Califórnia em Los Angeles antes do casamento, ela era uma dona de casa para Lozano e seus irmãos, enquanto seu pai viajava para LA para trabalhar no jornal. Em 1976, Ignacio E. Lozano Jr. foi nomeado como embaixador dos Estados Unidos em El Salvador pelo presidente Gerald Ford.
Lozano frequentou a escola pela primeira vez em Corona del Mar, mas se formou na Escola Santa Catalina em Monterey em 1974. Ela então estudou sociologia e ciência política na Universidade de Oregon. Enquanto estava lá, ela se interessou pelo novo campo de estudos das mulheres, e trabalhou para o jornal feminista Women's Press, com sede em Eugene, Oregon.

## Carreira
Depois de se formar na faculdade em 1976, Lozano viajou com um amigo pelo México e pela América do Sul. Ela morava em São Francisco, onde se formou em tecnologia de impressão no Colégio Municipal de São Francisco. Ela também trabalhou em alguns jornais bilíngues. Então, em novembro de 1985, ela foi trabalhar com sua família como editora-chefe do La Opinión. No início do ano seguinte, seu irmão, José I. Lozano, editor do jornal na época, a enviou ao Instituto Poynter para um curso intensivo de duas semanas em gestão de mídia.
Lozano está no conselho de administração da Walt Disney Company desde 2000. Ela foi nomeada diretora independente do Bank of America em abril de 2006. Ela faz parte do conselho da Fundação Weingart do sul da Califórnia e do Conselho Nacional de La Raza. Ela é membro do Conselho de Regentes da Universidade da Califórnia e do Conselho de Curadores da Universidade do Sul da Califórnia. Desde 2001, ela faz parte do conselho da UnionBanCal Corporation. Em 2012, Lozano foi escolhida para o conselho da Fundação Rockefeller. De 2002 a 2005, ela foi diretora da Tenet Healthcare Corporation. Desde 2014, Lozano faz parte do Conselho do Cisneros Center for New Americans. Em março de 2016, foi nomeada para o conselho de administração da Target. Ela também é membro do Diálogo Interamericano. Em janeiro de 2021, ela foi nomeada para o conselho de administração da Apple Inc.

## Vida pessoal
Lozano casou-se com Marcelo Centanino em 1986. O casal teve dois filhos antes de se divorciar.
Lozano começou a trabalhar no La Opinión em uma época em que a AIDS ainda era um tabu, especialmente entre as comunidades predominantemente latinas católicas, e lutou muito contra o preconceito e o medo para enfrentar a doença. Ela também ficou alarmada com as altas taxas de mortalidade infantil entre as mulheres hispânicas e trabalhou em reportagens que cobriam o pré-natal. Lozano também supervisionou um aumento do que chamou de jornalismo político "proativo". O governador da Califórnia, Pete Wilson, e a senadora Barbara Boxer foram entrevistados em suas páginas.
Ela se tornou editora de El Eco del Valle (no Vale de San Fernando) em 1990. Seu marido, anteriormente trabalhando no departamento de circulação de La Opinión, foi organizar a distribuição de El Eco del Valle. Na mesma época, Lozano foi promovida a Editora Associada, sob seu irmão, em La Opinión.